# 文化劇
文化劇是話劇呈現的一種方式，其戲劇目的主要是用來探討在多元文化衝突中所造成的情緒與衝擊情形，並讓戲劇個案能夠在劇中，觀看內心衝突的起源，進一步學習處理與應對面對未來文化衝突的狀況。
文化劇亦是心理劇的一種，呈現方式隨近現在有著不同的風貌。